# Szramnica
Szramnica (dodatkowa nazwa w j. kaszub. Szramnica) – kolonia w Polsce, w województwie pomorskim, w powiecie kartuskim, w gminie Sierakowice. Wchodzi w skład sołectwa Nowa Ameryka.
Do 2023 miejscowość była częścią wsi Leszczynki.
W latach 1975–1998 Szramnica administracyjnie należała do województwa gdańskiego.

## Historia
W pierwszej połowie listopada 1906 r. w miejscowej szkole elementarnej odbył się strajk dzieci przeciwko nauczaniu religii w języku niemieckim (jego dokładny przebieg nie jest znany). Z uczestników strajku znane jest tylko jedno nazwisko: Mielewczyk. Strajk był elementem znacznie większej akcji biernego oporu wobec pruskich władz szkolnych, która na przełomie 1906 i 1907 r. objęła ponad 460 (!) szkół w prowincji Prusy Zachodnie, czyli przedrozbiorowe Pomorze Gdańskie, Powiśle, ziemię chełmińską i ziemię lubawską oraz część Krajny. Inspiracją dla strajków pomorskich były wcześniejsze działania dzieci w prowincji wielkopolskiej, ze słynnym strajkiem we Wrześni (1901) na czele.